# 17064 Ashnashah
17064 Ashnashah este o planetă minoră (asteroid), cu un diametru de 3,785 km, din centura de asteroizi. A fost descoperită pe 15 aprilie 1999 la Experimental Test Site⁠(d) de Lincoln Near-Earth Asteroid Research. 
Obiectul prezintă o orbită caracterizată de o semiaxă mare de 2,3268021 UAi, o excentricitate de 0,07, o înclinație de 6,98088 ° în raport cu ecliptica.